# Julius Blüthner
Julius Ferdinand Blüthner (ur. 11 marca 1824 w Falkenhain, zm. 13 kwietnia 1910 w Lipsku) – niemiecki budowniczy instrumentów.

## Życiorys
Zawodu uczył się w firmie Hoelling & Spangeberg w Zeitz. W 1853 roku założył w Lipsku własną wytwórnię fortepianów, początkowo zatrudniającą 3 rzemieślników. Od początku budował instrumenty według własnego modelu konstrukcyjnego. W 1856 roku opatentował ulepszony mechanizm repetycyjny własnego pomysłu, a w 1873 roku konstrukcję fortepianu z dodatkowymi strunami, tzw. alikwotami, wzbogacając znacznie barwę dźwięku instrumentu. Od 1863 roku jego firma zajmowała się także budową pianin. Rok później zatrudniał już 800 osób.
W szczytowym okresie firma Blüthnera produkowała rocznie 3 tysiące instrumentów. Na jego fortepianach grali m.in. Ignaz Moscheles, Carl Reinecke i Ferenc Liszt. W 1867 roku instrumenty Blüthnera zostały wyróżnione złotym medalem na wystawie światowej w Paryżu.
Po śmierci Blüthnera prowadzenie firmy przejęli jego synowie Max, Robert i Bruno. Fabryka została zniszczona w trakcie II wojny światowej. Po 1945 roku została odbudowana przez Rudolpha Blüthner-Haesslera.
Był autorem napisanej wspólnie z Heinrichem Gretschelem pracy Lehrbuch des Pianofortebaus in seiner Geschichte, Theorie und Technik (Lipsk 1879, 3. wyd. 1909, 4. wyd. 1921).